# Copa México 1938/39
Die Copa México 1938/39 war eine Spielzeit des mexikanischen Fußballpokals Copa México. Pokalsieger wurde zum insgesamt sechsten Mal die Mannschaft des CF Asturias, die sich im Finale gegen den Erzrivalen
Real Club España durchsetzen konnte. Das Pokalturnier wurde im Anschluss an die Punktspielrunde der Saison 1938/39 ausgetragen, die ebenfalls vom CF Asturias gewonnen wurde und an der ebenso ausschließlich Mannschaften aus Mexiko-Stadt teilnahmen.

## Modus
Das Turnier wurde im K.o.-Verfahren ausgetragen. Es begann mit der am 6. August 1939 ausgetragenen Vorrunde und endete mit dem am 20. August 1939 ausgetragenen Pokalfinale.

## Die Spiele

### Vorrunde
Die Spiele wurden im Parque Necaxa ausgetragen.
|             | Ergebnis  |              |
| ----------- | --------- | ------------ |
| CF Asturias | 7:0       | Club América |
| Club Necaxa | 5:3 n. V. | CD Marte     |

- Freilos: CF Atlante und Real Club España

### Halbfinale
Die Spiele wurden im Parque España de la Verónica ausgetragen.
|                  | Ergebnis |             |
| ---------------- | -------- | ----------- |
| Real Club España | 6:3      | CF Atlante  |
| CF Asturias      | 7:2      | Club Necaxa |

### Finale
Das Finale wurde im Parque Necaxa ausgetragen.
|             | Ergebnis |                  |
| ----------- | -------- | ---------------- |
| CF Asturias | 4:1      | Real Club España |